# Antoine Russbach
Antoine Russbach est un réalisateur suisse né en 1984 à Genève.

## Biographie
Antoine Russbach a suivi des études de cinéma à l'Institut des arts de diffusion de Louvain dont il obtient le diplôme en 2009.

## Filmographie

### Courts métrages
- 2008 : Michel (coréalisateur : Emmanuel Marre)
- 2010 : Les Bons Garçons

### Long métrage
- 2018 : Ceux qui travaillent